# 変相図
変相図（へんそうず）とは、仏教絵画のひとつで浄土や地獄の様子を絵画的に描いたものである。単に変相とも称される。浄土曼荼羅（当麻曼荼羅、智光曼荼羅など）のように曼荼羅と称されることもあるが、変相図は密教において儀軌に基づき整然と描かれた曼荼羅とは異なるものである。日本では、阿弥陀如来がすむとされる西方浄土（極楽浄土）など浄土の様子を描いた浄土変相図（略して浄土変ともよばれる。浄土曼荼羅。）が知られる。

## 浄土変相図
浄土の様子を描いたもので、主に次のようなものがあげられる。
- 釈迦如来を中心に霊鷲山の様子を描いた浄土変相図（霊山浄土変）
- 薬師如来を中心に東方浄瑠璃世界の様子を描いた浄土変相図
- 阿弥陀如来を中心に西方極楽浄土の様子を描いた浄土変相図
- 弥勒仏を中心に兜率天の様子を描いた浄土変相図
- 観音菩薩を中心に補陀落山の様子を描いた浄土変相図　など